# Sebastián Ramírez de Fuenleal
Sebastián Ramírez de Fuenleal (Villaescusa de Haro, ca. 1490 – Valladolid, 22 de enero de 1547) fue un noble, religioso, político y jurista español que ejerció los cargos de obispo de Santo Domingo y presidente de su real audiencia de 1527 a 1530, presidente de la Real Audiencia de México y último gobernante previrreinal de Nueva España desde 1530 hasta 1535, obispo de Tuy de 1538 hasta 1539, obispo de León desde 1539 a 1542, presidente de la Real Audiencia y Chancillería de Valladolid de 1540 a 1547, del Consejo de Indias, y finalmente obispo de Cuenca desde 1542 hasta 1547, cargo que ejercía cuando falleció.

## Primeros años
Nació hacia 1490 en la localidad de Villaescusa de Haro, en la actual provincia de Cuenca, en el seno de una familia hidalga. A los dieciséis años se trasladó a estudiar al Colegio Mayor Santa Cruz, en donde obtuvo el grado de doctor en derecho canónico. Fue nombrado posteriormente Inquisidor de la ciudad de Sevilla y participó activamente en la Real Chancillería de Granada.

## Viaje a Santo Domingo
En 1528 se trasladó a La Española al ser nombrado obispo de Santo Domingo y presidente de su Real Audiencia. Durante su mandato defendió los derechos de los indígenas, constituyó aldeas y las dotó de escuelas para que los habitantes mejoraran su calidad de vida, reorganizó la tesorería y evitó rebeliones contra la Corona de Castilla.
A pesar de ello, aprobó la mano de obra de esclavos de color para trabajar en la minería, comenzando de esta manera la esclavitud en La Española y Cuba, [cita requerida] capitanías que entraban bajo su gobierno. Su celo al servicio de la Corona y su trabajo le valieron que fuese destinado para la recién creada Real Audiencia de México.

## Traslado a México
Debido a que la Real Audiencia de Santo Domingo no frenó los abusos contra los indígenas, Carlos I de España creó la segunda audiencia de Indias, la Real Audiencia y Chancillería de México, nombrándole su presidente por real decreto de 12 de enero de 1530; como oidores de la misma fueron nombrados Juan Salmerón, Alonso de Maldonado, Francisco de Ceinos y Vasco de Quiroga. Desterrado de México, Hernán Cortés, regresó a España para reclamar la gobernación de Nueva España y Ramírez de Fuenleal fue su sustituto, convirtiéndose así en el último gobernador previrreinal de Nueva España.
La primera actuación que llevó a cabo en el gobierno fue el envío de una carta a Juan de Zumárraga, obispo de México en la que mandaba dar instrucciones de un juicio de residencia a Nuño Beltrán de Guzmán, Juan Ortiz de Matienzo y Diego Delgadillo miembros de la Audiencia de Santo Domingo, así como a Hernán Cortés y Diego Hernández de Proaño.
Desde su cargo intentó evitar las encomiendas vitalicias, promoviendo la libertad indígena aunque sujetos al pago de tributos y a la justicia de los corregidores. Importó caballos y ganado vacuno desde España, mejoró la carretera que unía Veracruz con Ciudad de México y fundó como lugar de descanso la ciudad de Puebla de los Ángeles. Además, alentó a los misioneros franciscanos a la investigación de los pueblos precolombinos, les propuso la fundación del colegio de la Santa Cruz de Tlatelolco para la educación superior de los jóvenes  caciques indígenas, tomó medidas para importar una imprenta y continuó con las obras de la catedral de México. Finalmente construyó un acueducto que abasteciera a la Ciudad de México y mejoró los caminos para la llegada de Antonio de Mendoza y Pacheco, primer virrey de Nueva España.
En 1532 su gobierno se hallaba inmerso en diversos problemas: sus condenados fueron absueltos y se convirtieron en partidarios de los representantes de la Audiencia de Santo Domingo, y el 15 de abril de 1535, Hernán Cortés inició la primera expedición de exploración del Mar del Sur, descubriendo en ella la península de California. Finalmente, y tras las noticias llegadas a España sobre algunas irregularidades de gobierno, el rey pone a cargo de la gobernación a Antonio de Mendoza y Pacheco, nombrándole primer virrey de Nueva España tras crear el Virreinato de Nueva España, dejando su gobierno a este el 14 de noviembre de 1535.

## Regreso a España
Cesado en su cargo y enfermo, regresó a España en 1537. Una vez recuperado, fue nombrado obispo de Tuy (1538), obispo de León (1539), presidente de la Real Audiencia y Chancillería de Valladolid (1540), miembro del Consejo de Indias, donde tuvo cierta participación en la edición de las Leyes Nuevas de 1542, y finalmente obispo de Cuenca el mismo año.
Aprovechando estar en la diócesis de Cuenca, comenzó a sus expensas la fábrica del convento de la Santa Cruz, de los dominicos en su localidad natal Villaescusa de Haro, bajo un proyecto de Pascual Iturriza. A punto de concluir la obra, falleció el 22 de enero de 1547 en Valladolid, dejando 10 000 ducados para concluir la obra, siendo enterrado en el propio convento.